# 卓尼·扎巴谢珠
卓尼·扎巴谢珠（藏語：ཅོ་ནེ་གྲགས་པ་བཤད་སྒྲུབ་，威利转写：co ne grags pa bshad sgrub，1675年—1749年），清朝安多地区洮州（今甘肃卓尼）人，藏传佛教僧人，小昭寺参尼扎仓住持。
扎巴谢珠9岁时跟随赤钦·根敦扎巴受戒出家，此后又随达日格隆学医。21岁赴拉萨，进入小昭寺色热扎仓，师从扎西贝桑。后获格西学位。31岁前往后藏受比丘戒，此后返回安多。1706年康熙帝下令小昭寺修建参尼扎仓，由扎巴谢珠出任住持。53岁返回安多故乡，建卓尼参尼扎仓，并任住持。曾主持卓尼版大藏经《甘珠尔》刊刻事宜。雍正七年(1729)，于卓尼寺建居巴扎仓，兼任住持，对于格鲁派教法在卓尼寺的弘扬有重大的贡献。乾隆元年(1736)卸任，著书立说。一生著有佛学、正字学、诗学、天文、历算等方面的论著，共集为十一函。 1749年逝世，享年74岁。